# Sematophyllum replicatum
Sematophyllum replicatum là một loài Rêu trong họ Sematophyllaceae. Loài này được (Hampe) Dixon miêu tả khoa học đầu tiên năm 1921.